# Наточенни, Сара
Сара Наточенни (англ. Sarah Natochenny; род. 20 сентября 1987, Нью-Йорк, Нью-Йорк) — американская актриса озвучивания и монтажёр русского происхождения. Наиболее известна озвучиванием в английском дубляже Эша Кетчума — главного героя аниме-сериала «Покемон».

## Биография
Сара Наточенни родилась 20 сентября 1987 года в районе Форест-Хилс (боро Куинс, город Нью-Йорк, США). Дочь пианиста и музыкального педагога Льва Рафаиловича Наточенного. В возрасте 12 лет участвовала в «Юношеских Олимпийских играх Любительского Атлетического Союза», где завоевала бронзовую медаль в художественной гимнастике.
Сара окончила Институт театра и кино Ли Страсберга, была членом труппы Upright Citizens Brigade. В 2005 году была утверждена актрисой озвучивания Эша Кетчума — главного героя аниме-сериала «Покемон». Девушка приступила к работе, начиная с девятого сезона мультсериала, заменив на этом посту известную актрису Веронику Тейлор. По состоянию на конец 2018 года Наточенни за 13 лет озвучила Эша в 584 эпизодах.
С 2013 года Наточенни занимается монтажом, в 2014 году единственный раз выступила как кинопродюсер (короткометражный документальный видеофильм «Заброшенные особняки и Аль-Каида в парках развлечений»).
Сара снимается для юмористического сайта CollegeHumor.
Свободно владеет как английским, так и русским языком, о чём призналась в интервью 2020 года для блога Comics Beat.

## Избранная фильмография

### Озвучивание
Мультфильмы и мультсериалы
- 2010—2020 — Книга джунглей[англ.] / The Jungle Book — Маугли (3 сезон)
- 2013 — Бонта 3D[англ.] / Axel: The Biggest Little Hero — Бока
- 2014—2016 — Робин Гуд: Проказник из Шервуда[англ.] / Robin Hood: Mischief in Sherwood — Мэриан (в 52 эпизодах)
- 2014 — Волки и овцы: бееезумное превращение — Хави (английский дубляж)
- 2014, 2016 — Суперчетвёрка / Super 4 — фея Мерцающая Звёздочка (английский дубляж, в 22 эпизодах)
- 2016 — Мир Винкс / World of Winx — Силке (английский дубляж, в 2 эпизодах)
- 2016 — Йоко — Вик (английский дубляж, в 44 эпизодах)
- 2018 — Питер Пэн: В поисках магической книги / Peter Pan: The Quest for the Never Book — Динь-Динь
- 2018—2021 — 44 котёнка[англ.] / 44 Cats — Лампо / Игорь / Пончик (английский дубляж)
- 2021 — Команда котиков[англ.] / Seal Team — акула
- 2023 — Мавка: Лесная песня — Килина (английский дубляж)

Аниме (дубляж)
- 2005—2018 — Покемон / Pokémon — Эш Кетчум / Делия Кетчум / Старавия / Бьюнири / прочие покемоны (в 584 эпизодах)
- 2006 — Покемон: Тайный властитель миражных покемонов[англ.] / Pokémon: The Mastermind of Mirage Pokémon — Эш Кетчум (ре-дубляж, в титрах не указана)
- 2006 — Покемон: Рейнджер и Храм моря[англ.] / Pokémon Ranger and the Temple of the Sea — Эш Кетчум / Кламперл[англ.]
- 2007 — Покемон: Восход Даркрая[англ.] / Pokémon: The Rise of Darkrai — Эш Кетчум / Старавия / Бьюнири[англ.]
- 2008 — Покемон: Гиратина и Небесный воин[англ.] / Pokémon: Giratina and the Sky Warrior — Эш Кетчум
- 2009 — Покемон 12: Аркеус и Камень жизни[англ.] / Pokémon: Arceus and the Jewel of Life — Эш Кетчум / Стараптор / Бьюнири[англ.]
- 2009—2010 — Югио! 4[англ.] / Yu-Gi-Oh! 5D's — Стефани (в 2 эпизодах)
- 2010 — Покемон 13: Повелитель иллюзий Зороарк[англ.] / Pokémon: Zoroark: Master of Illusions — Эш Кетчум
- 2011 — Покемон: Чёрное — Виктини и Реширам, Белое — Виктини и Зекром[англ.] / Pokémon the Movie: Black—Victini and Reshiram and White—Victini and Zekrom — Эш Кетчум
- 2012 — Покемон: Кюрем против Мечника Справедливости[англ.] / Pokémon the Movie: Kyurem vs. the Sword of Justice — Эш Кетчум
- 2013 — Сверхскоростной Генесект: Пробуждение Мьюту[англ.] / Pokémon the Movie: Genesect and the Legend Awakened — Эш Кетчум
- 2014 — Покемон: Дианси и Кокон разрушения[англ.] / Pokémon the Movie: Diancie and the Cocoon of Destruction — Эш Кетчум
- 2014 — Югио! 7[англ.] / Yu-Gi-Oh! Arc-V — Аура Сентия (в эпизоде A Date with Fate: Part 1[англ.])
- 2015 — Покемон: Хупа и битва веков[англ.] / Pokémon the Movie: Hoopa and the Clash of Ages — Эш Кетчум
- 2016 — Покемон: Вулканион и Механическое чудо[англ.] / Pokémon the Movie: Volcanion and the Mechanical Marvel — Эш Кетчум
- 2017 — Покемон 20: Я выбираю тебя![англ.] / Pokémon the Movie: I Choose You! — Эш Кетчум / Делия Кетчум
- 2017 — Мазингер Зет: Бесконечность[англ.] / Mazinger Z: Infinity — второстепенные персонажи
- 2018 — Покемон: Наша сила[англ.] / Pokémon the Movie: The Power of Us — Эш Кетчум
- 2021 — Girls und Panzer das Finale[англ.] — Клара
- 2023 — Токийские мстители / Tokyo Revengers — Юдзуха Сиба
- 2024 — Tokidoki Bosotto Roshia-go de Dereru Tonari no Alya-san — Алиса Кудзё

Компьютерные игры
- 2006 — Bullet Witch[англ.] — Алисия
- 2007 — Pokémon Mystery Dungeon: Explorers of Time and Explorers of Darkness[англ.] — Уигглитафф
- 2009 — Pokémon Mystery Dungeon: Adventure Team[англ.] — Уигглитафф
- 2012 — Pokémon Mystery Dungeon: Gates to Infinity[англ.] — Уигглитафф
- 2012 — Pokémon Black 2 и White 2 — Элиса
- 2013 — Gangstar Vegas[англ.] — Рони Кью
- 2013 — Grand Theft Auto V — местные жители
- 2014 — Asphalt Overdrive[англ.] — девушка, дающая старт машинам
- 2015 — Pokémon Super Mystery Dungeon[англ.] — Уигглитафф
- 2015 — White Day: A Labyrinth Named School[англ.] — Хан Со Янь

### Прочие работы
- 2013 — Укради мою жену / Life of Crime — менеджер цифровых дневников
- 2013 — Взгляд зимы / Cold Comes the Night — ассистент монтажёра
- 2014 — Кряканье утки не даёт эха[англ.] / Duck Quacks Don't Echo — ассистент монтажёра (в 10 эпизодах)
- 2014 — Худшие друзья[англ.] / Worst Friends — второстепенный монтажёр
- 2018 — Круиз[англ.] / Cruise — ассистент монтажёра